# جاكي يونغ
جاكلين إرن هاي يونغ  (بالإنجليزية: Jackie Young)‏(20 مارس 1934 - 10 فبراير 2019) سياسية أمريكية.
ولدت في هونولولو. تخرجت في هاواي من مدرسة بوناهو عام 1952. حصلت على درجة البكالوريوس من جامعة هاواي. وهي نائبة في مجلس النواب في هاواي من 1990 إلى 1994.